# Jean-Pascal Charles de Peyssard
Pour les articles homonymes, voir Peyssard.
Jean-Pascal Charles de Peyssard est un homme politique français né le 9 septembre 1755 et mort le 25 octobre 1808 à Peyssard (commune actuelle de Château-l'Évêque).

## Biographie
Né le 9 septembre 1755 à Peyssard, Jean-Pascal Charles de Peyssard est le fils de Jean-Baptiste Charles de Peyssard, avocat en la cour, ancien consul de Périgueux, et de Louise Dureau. À 18 ans, il est admis comme garde du corps du roi dans la compagnie de Villeroy sur la présentation du duc,. Le 21 février 1780, il se marie à Saint-Front avec Anne-Dauphine Dumazel du Tour, fille d'Antoine Dumazel du Tour de Puyabry, écuyer, ancien consul général de France en Andalousie, et de Séraphine-Dauphine de Rancet. Bourgeois de Périgueux, franc-maçon, chevalier de Saint-Louis, écuyer, seigneur de La Petite Fouillouse, il est élu maire de Périgueux en 1790. Choisi, par 488 voix sur 653, pour commander l'un des bataillons de volontaires de la Dordogne, il refuse ce choix, et on nomme à sa place Louis Beaupuy de Mussidan.
Président de l'assemblée électorale du département de la Dordogne aux élections législatives de 1792, il est élu le 7 septembre 1792 député à la Convention nationale, le 6e sur 10, avec 460 voix sur 645 votants. Siégeant sur les bancs de la Montagne, il vote la mort sans appel si sursis lors du procès de Louis XVI et motive son vote par ces mots : « Je trouve dans ma conscience que Louis a mérité la mort. Je prononce la mort. »
Le 27 juillet 1793, un décret le nomme représentant en mission à l'armée du Nord. Le 30 vendémiaire an II (21 octobre 1793), il signe à Arras avec Élie Lacoste un arrêté de réquisition des « ouvriers en cuir, tôle, fer blanc, linge, draps, lainage et autres nécessaires pour l'approvisionnement en ustensiles et outils de campement, ainsi qu'autres effets pour lesquels l'Armée peut éprouver des besoins ». De retour à Paris au plus tard au début de brumaire (octobre 1793), il est élu secrétaire de l'Assemblée.
Le 9 floréal an II (28 avril 1794), Jean-Marie Collot d'Herbois lui écrit pour lui annoncer que le Comité de salut public l'a 
chargé d'une mission à l'armée des Ardennes, mais il ne semble pas avoir accepté cette mission.
Nommé par arrêté du Comité de salut public du 14 prairial (2 juin) commissaire près l'École de Mars avec Philippe Le Bas, il se présente le soir du 9-Thermidor avec une délégation d'élèves à la barre de la Convention pour l'assurer de son dévouement. Le 28 fructidor (14 septembre), la Convention ayant voté la veille un décret renouvelant les représentants chargés d'administrer le camp des sablons, il est remplacé à cette fonction,.
Montagnard de l'an III sous la Convention thermidorienne, il est dénoncé par Tallien et Bourdon de l'Oise comme l'un des instigateurs de l'insurrection du 1er prairial an III. Arrêté, il est condamné, non à la peine de mort, comme ses collègues Bourbotte, Duquesnoy, Duroy, Goujon, Romme et Soubrany, mais à la déportation en Guyane par la commission militaire instituée à Paris le 4 prairial (4 juin 1795), au motif « qu'il n'a pas déployé le même caractère de rébellion mais qu'il est convaincu, même de son propre aveu, 1° d'avoir proposé le renouvellement des autorités constituées, réorganisées depuis le 9 thermidor ; 2° d'avoir lu à la tribune un projet de décrets dont plusieurs articles avaient de l'analogie avec les motions des factieux, et d'avoir pris part à ce qui s'est passé ». Il est interné à la prison de Bicêtre jusqu'à l'amnistie du 4 brumaire an IV (26 octobre 1795).
De sa cellule, il envoie le 4 vendémiaire au Journal des Hommes libres une déclaration de ce qu'il possédait en 1789 et de ce qu'il possède six ans après. Il déclare ainsi « un bien-fonds de terre avec toutes ses dépendances » évaluée à 70 000 livres, « une maison meublée dans la commune de Périgueux du prix de douze à quinze mille liv. », « un jardin, vendu depuis quatre mille liv. », « cinq mille liv. en trois contrats de rente constituée » et « quinze mille liv. restant de la dot de vingt cinq mille liv. de feue mon épouse, laquelle somme on m'avoit donné à prendre sur un particulier qui m'en payoit l'intérêt légal ».
Avant son retour, il est réélu à l'unanimité le 21 brumaire an IV (12 novembre 1795) président de l'administration municipale de Périgueux. Toutefois, dénoncé par le substitut du commissaire du Directoire exécutif pour avoir accueilli Brutus Magnier (qu'il a connu à Bicêtre) le 3 messidor an V (21 juin 1797), il est destitué par le Directoire avec l'ensemble de l'administration,.
Membre de l'assemblée électorale choisie par les assemblées primaires de la Dordogne, qui se réunit à Périgueux le 20 germinal an VI (9 avril 1798), pour nommer les députés au Corps législatif, il en est élu président.
Il meurt à Peyssard le 25 octobre 1808.